# Bassaniodes grohi
Bassaniodes grohi is een spinnensoort uit de familie van de krabspinnen (Thomisidae).
De wetenschappelijke naam van de soort werd in 1992 als Proxysticus grohi gepubliceerd door Jörg Wunderlich.